# Atrichum
Atrichum, auf Deutsch Katharinenmoose genannt, ist eine Gattung von Laubmoosen aus der Familie Polytrichaceae. Der Name Atrichum leitet sich aus dem griechischen a = Verneinung und trichos = Haar ab und bezieht sich auf die kahle Kalyptra. Die deutsche Bezeichnung Katharinenmoos geht auf den früheren von Ehrhart stammenden Gattungsnamen zurück, der diese Gattung zu Ehren der russischen Zarin Katharina II Catharinea benannte.  Atrichum-Arten sind in Europa, Asien, Amerika, Afrika und Australien verbreitet.

## Merkmale
Die meist kräftigen Pflanzen mit einfachen oder selten wenig verzweigten Stämmchen bilden lockere Rasen. Die Blätter sind länglich-eiförmig bis lanzettlich und an den Rändern mit verlängerten engen Zellen gesäumt und gesägt. Trocken sind die Blätter verbogen, feucht oft querwellig. Die Blattrippe reicht bis in die Blattspitze und ist auf der Oberseite gewöhnlich mit bis zu neun aufrechten, längsgerichteten Lamellen besetzt. Die eiförmige bis zylindrische Sporenkapsel hat 32 Peristomzähne und einen lang geschnäbelten Deckel.

## Systematik und Arten (Auswahl)
Nach Stech & Frey zählen weltweit 20 Arten zur Gattung Atrichum. In Deutschland, Österreich und der Schweiz sind die folgenden vier Arten vertreten:
- Atrichum angustatum
- Atrichum flavisetum
- Atrichum tenellum
- Wellenblättriges Katharinenmoos (Atrichum undulatum)